# Vieng Naruemon
Vieng Naruemon (en tailandés: เวียง นฤมล nacida el 11 de enero de 1992), es una cantante tailandesa de ritmos mor lam y luk thung perteneciente a la región de Isan.
Vieng Naruemon pertenece a una familia de cantantes pertenecientes a la provincia de Roi Et. La mayoría de sus canciones son baladas sentimentales. Ella ha lanzado 14 singles de éxito desde 2017, y es considerada como una de las cantantes o artistas más populares de Tailandia.

## Biografía
Nacido el 11 de enero de 1991, nació en la provincia de Provincia de Roi Et, es conocido en su país como "Vieng". Se graduó de la Instituto Bunditpatanasilpa.

## Discografía

### Single
| Año  | Título                               | Sello discográfico | Ref.              |
| ---- | ------------------------------------ | ------------------ | ----------------- |
| 2017 | "Huk Bor Dai Tae Luem Ai Bor Long"   | GMM Grammy         |                   |
| 2017 | "Nong Tung Jai Huk Ai Tung Jai Thim" | GMM Grammy         |                   |
| 2018 | "Won Pu Lam Khong"                   | GMM Grammy         |                   |
| 2020 | "Wai Ok Hak"                         | GMM Grammy         | [ 2 ]             |
| 2020 | "New Year Sia Fan"                   | GMM Grammy         |                   |
| 2021 | "Ngiw Tong Ton Humhon Phoo Bao Kaw"  | GMM Grammy         | [ 3 ] [ 4 ] [ 5 ] |
| 2021 | "Ka Khon Bor Huk Kan"                | GMM Grammy         |                   |